# Sapromyza biordinata
Sapromyza biordinata är en tvåvingeart som beskrevs av Leander Czerny 1932. Sapromyza biordinata ingår i släktet Sapromyza och familjen lövflugor. Inga underarter finns listade i Catalogue of Life.